# 3640 Gostin
3640 Gostin eller 1985 TR3 är en asteroid i huvudbältet som upptäcktes den 11 oktober 1985 av den amerikanska astronomen Carolyn S. Shoemaker vid Palomar-observatoriet. Den är uppkallad efter den australiensiske geologen Victor Gostin.
Asteroiden har en diameter på ungefär 7 kilometer och den tillhör asteroidgruppen Flora.